# Seznam děkanů Lékařské fakulty Masarykovy univerzity
Toto je seznam děkanů Lékařské fakulty Masarykovy univerzity.
1. Pavel Ludvík Kučera (1919–1920)
2. Otomar Völker (1920–1921)
3. Edward Babák (1921–1922)
4. František Berka (1922–1923)
5. Antonín Hamsík (1923–1924)
6. Václav Neumann (1924–1926)
7. Rudolf Vanýsek (1926–1927)
8. Antonín Trýb (1927–1928)
9. Josef Roček (1928–1929)
10. František Ninger (1929–1930)
11. Václav Neumann (1930–1931)
12. Bohuslav Slavík (1931–1932)
13. Vilém Laufberger (1932–1933)
14. Bohuslav Bouček (1933–1935)
15. Hubert Procházka (1935)
16. Oktavian Wagner (1935–1937)
17. Otakar Teyschl (1937–1938)
18. Miroslav Křivý (1938–1939)
19. Jan Florian (1939–1940)
fakulta uzavřena
20. Josef Podlaha (1945–1947)
21. Václav Tomášek (1947–1948)
22. František Hora (1948–1949)
23. Ferdinand Herčík (1949–1950)
24. František Hora (1950–1952)
25. Antonín Trýb (1952–1953)
26. František Brohm (1953–1955)
27. Miloš Štejfa (1955–1957)
28. Jan Vanýsek (1957–1960
29. Miroslav Toman (1960–1962)
30. Jiří Holý (1962–1965)
31. Robert Hladký (1965–1968)
32. Jaroslav Švejda (1968)
33. Robert Hladký (1968–1970)
34. Karel Halačka (1970–1973)
35. Bohumil Bednařík (1973–1985)
36. Lambert Klabusay (1985–1990)
37. Pavel Bravený (1990–1991)
38. Josef Bilder (1991–1997)
39. Jiří Vorlíček (1997–2003)
40. Jan Žaloudík (2003–2010)
41. Jiří Mayer (2010–2018)
42. Martin Bareš (2018–2019)
43. Martin Repko (od 2019)